# Ганско-нигерийские отношения
Ганско-нигерийские отношения — двусторонние дипломатические отношения между Ганой и Нигерией.

## История
Общая история во время колониальной эры усилила отношения между обеими странами. Нигерия и Гана были колонизированы Британской империей, что привело к распространению английского языка на этих территориях. В эти времена произошла миграция некоторой части нигерийцев в Гану. В колониальную эпоху представители нигерийского народа хауса были доставлены британцами на Золотой Берег, чтобы сражаться под британским флагом с целью уничтожить одну из последних сил против британского правления в Западной Африке, государство Ашанти. Представители хауса вместе с британцами смогли заложить основы колониальной армии Золотого Берега.
В 1957 году многие нигерийцы начали переезжать в Гану после того, как она стала первой независимой страной в регионе. Также в конце 1970-х годов многие ганцы переехали в Нигерию в качестве экономических мигрантов. Затем отношения между странами испортились по разным причинам. В соответствии с указом премьер министра Ганы Кофи Абрефа Бусиа о статусе иностранцев, нигерийцы среди других иммигрантов были вынуждены покинуть Гану, поскольку они составляли значительный процент большой незарегистрированной части мигрантов этой страны. Официальной причиной депортации было несоблюдение иммиграционного законодательства страны. В 1983 году Нигерия нанесла ответный удар и депортировала до 1 миллиона ганских и других африканских иммигрантов, когда Гана столкнулась с серьёзной засухой и экономическими проблемами. Это еще больше обострило отношения между двумя странами. В апреле 1988 года была создана совместная комиссия по сотрудничеству между Ганой и Нигерией. Бескровный переворот в августе 1985 года привёл к власти в Нигерии генерал-майора Ибрагима Бабангида, и президент Ганы Джерри Ролингс воспользовался сменой администрации, чтобы совершить официальный визит. Два лидера обсудили широкий круг вопросов, касающихся мира и процветания в Западной Африке, двусторонней торговли и перехода к демократической форме правления в обеих странах. В начале января 1989 года Ибрагим Бабангида ответил взаимностью и совершил официальный визит в Гану, который Временный совет национальной обороны Ганы назвал новой эрой в отношениях между странами.
Последующие неудачные решения, которые Ибрагим Бабангида совершил в процессе демократического перехода в Нигерии, явно разочаровали Аккру. Тем не менее, политический кризис, последовавший за отменой Ибрагимом Бабангидой результатов президентских выборов в Нигерии в июне 1993 года и его отставкой из армии и президентства два месяца спустя, не привёл к существенным изменениям в существующих тесных отношениях между Ганой и Нигерией, двумя из важных членов ЭКОВАС и Содружества наций. После захвата власти в ноябре 1993 года нигерийским генералом Сани Абачей, Гана и Нигерия продолжали проводить консультации по экономическим, политическим вопросам и вопросам безопасности, затрагивающим эти страны и Западную Африку в целом. В начале августа 1994 года (когда Джерри Ролингс стал председателем ЭКОВАС), и в конце октября 1984 года, президент Ганы трижды посещал Нигерию, чтобы обсудить мирный процесс в Либерии и меры по восстановлению демократии в этой стране.